# جیل بنیت (بازیگر آمریکایی)
جیل بنیت (انگلیسی: Jill Bennett؛ زادهٔ ۱۴ اوت ۱۹۷۵) بازیگر اهل ایالات متحده آمریکا است. وی بیشتر برای نقشش در فیلم لزبین و سپس لولا آمد شناخته شده‌است.